# Demetrian Titus
Demetrian Titus is een personage uit het Warhammer 40,000-universum, oorspronkelijk ontwikkeld door Relic Entertainment in samenwerking met Games Workshop voor de third-person shooter Warhammer 40,000: Space Marine uit 2011. Hij is een Space Marine van de Ultramarines, een orde binnen de Adeptus Astartes. Na verdenking van corruptie door de Inguisitie wordt hij overgeplaatst naar de Deathwatch. In het vervolgspel Space Marine 2 keert Titus terug als Primaris Space Marine en dient hij opnieuw het Imperium van de Mensheid tijdens de Indomitus-kruistocht, ondanks blijvend wantrouwen vanuit zijn eigen orde.

## Achtergrond
Demetrian Titus was ooit kapitein van de Tweede Orde van de Ultramarines – een krijger met een zeldzame combinatie van onafhankelijk oordeel en onwankelbare trouw aan de God-Imperator. Zijn bekendheid ontstond tijdens de verdediging van de smeedwereld Graia, waar hij en zijn strijdbroeders standhielden tegen zowel de onophoudelijke golven van Orks als de verraderlijke krachten van Chaos. In de nasleep van die campagne werd Titus echter verdacht van ketterse besmetting, niet omdat hij tekenen van corruptie toonde, maar juist omdat hij onaangedaan bleef door de aanwezigheid van de Warp. Deze weerstand werd niet als zegen gezien, maar als gevaarlijk teken van afwijking.
Op bevel van de Inquisitie werd hij gearresteerd, ondervraagd en uiteindelijk overgedragen aan de Deathwatch – een schaduworde van Space Marines die het Imperium beschermt tegen de ergste Xenos-bedreigingen. Daar diende hij als Blackshield: zijn heraldiek gewist, zijn verleden verzwegen. Hij vocht in het duistere niemandsland van de verre sectoren, waar geen glorie wachtte, slechts plicht en opoffering.
Na tientallen jaren dienst in de Deathwatch, waarin hij zichzelf herhaaldelijk bewees in het aangezicht van Necron-tombes, Genestealer-broeinesten en Tyranidenzwermen, werd Titus uiteindelijk opnieuw opgenomen in de gelederen van de Ultramarines. Niet langer als kapitein, maar als luitenant – een demotie die zowel zijn omstreden verleden weerspiegelde als zijn hernieuwde toewijding. Tijdens zijn ballingschap had hij de Rubicon Primaris overleefd, zijn lichaam herboren in de vorm van een Primaris Space Marine: sterker, sneller, en met een nog dieper gevoel voor verantwoordelijkheid.
In het huidige tijdperk van de Indomitus-kruistocht strijdt luitenant Titus opnieuw aan het front, ditmaal tegen de allesverterende zwermen van Hive Fleet Leviathan en de onheilspellende toverij van de Thousand Sons. Hij leidt zijn broeders – Gadriel, een achterdochtige maar loyale sergeant, en Chairon, een jonge krijger met een zuiver hart – met kalmte en strategisch inzicht. Toch blijft zijn verleden hem volgen als een schaduw aan zijn zijde. Niet iedereen binnen de orde vertrouwt hem volledig, en fluisteringen over zijn tijd bij de Deathwatch – en over de ware reden van zijn arrestatie – blijven rondgaan.
Titus is geen held in de traditionele zin. Hij is een overlevende, een soldaat getekend door twijfel, maar gedreven door plicht. In hem huist geen vuur van fanatisme, maar de koele gloed van onverzettelijkheid. En hoewel zijn naam misschien niet gezongen wordt in de litanieën van de Ecclesiarchy, weet elke vijand die hem op het slagveld ontmoet: de Imperator strijdt door hem.

## Miniatuur en spelregels
Luitenant Titus kreeg zijn eerste miniatuuruitgave als onderdeel van de introductieset Space Marine: The Board Game, uitgegeven door Games Workshop in samenwerking met de videospeltitel Warhammer 40,000: Space Marine 2. De miniatuur toont Titus in de traditionele heraldiek van de Ultramarines, gekleed in de kenmerkende zware wapenrusting van een Primaris Space Marine. Hij is bewapend met een chainsword en een bolt pistol, een klassieke combinatie die zijn rol als frontlinieleider benadrukt. Zijn houding is statig maar dynamisch – met het zwaard geheven en de wapenmantel licht wapperend, wat zijn autoriteit op het slagveld uitstraalt.
De miniatuur is volledig in plastic gegoten en wordt geleverd als push-fit model, wat inhoudt dat hij zonder lijm kan worden geassembleerd. De kit bevat een optioneel onbedekt hoofd, evenals transfers met iconografie van de Ultramarines. Hoewel bedoeld als verzamelobject en instapmodel voor nieuwe spelers, is de miniatuur schaaltechnisch en thematisch volledig compatibel met andere eenheden uit de Adeptus Astartes-lijn.
In de spelregels van Warhammer 40,000 vertegenwoordigt de Titus-miniatuur een standaard luitenant binnen het leger van de Space Marines. Hij beschikt over het profiel en de vaardigheden van een Primaris Lieutenant met kettingzwaard – een HQ-keuze die ontworpen is om troepen nabij te ondersteunen met zijn vaardigheid Tactical Precision, waarmee hij het aantal herrolls voor aanvalsrollen binnen een beperkte straal verhoogt. Als zodanig vormt hij een betaalbare en effectieve aanvoerder in kleinere legers of als secundaire leider in grotere formaties.
Hoewel de Titus-miniatuur geen unieke datasheet heeft, wordt hij in casual en verhalende spellen vaak gebruikt als visuele representatie van een luitenant met ervaring en geschiedenis. In competitieve kringen kan hij dienen als een herkenbaar en thematisch passend model voor een generieke HQ-keuze, zolang hij wordt ingezet met standaarduitrusting zoals in het spel toegestaan.
De miniatuur van Titus wordt gewaardeerd om zijn detailniveau en de herkenbaarheid die hij toevoegt aan elke Ultramarines-formatie. Hij is niet alleen een brug tussen het digitale en het fysieke domein van de oorlog in het 41e millennium, maar ook een visueel eerbetoon aan een krijger die ondanks twijfel, ballingschap en degradatie zijn plaats op het slagveld opnieuw heeft opgeëist.

## Overige verschijningen
Lieutenant Demetrian Titus verschijnt als speelbare kaart in het digitale kaartspel Warhammer 40,000: Warpforge. In deze online deckbuilder, uitgebracht voor PC en mobiele platformen, maakt hij deel uit van de factie Ultramarines. Zijn kaart toont zijn uiterlijk zoals weergegeven in Space Marine 2, inclusief zijn kenmerkende blauwe wapenrusting en kettingzwaard. Binnen het spel vertegenwoordigt hij een tactische commandant die buffs kan uitdelen aan nabijgelegen troepen, met vaardigheden die draaien om aanvalsondersteuning en moreel herstel, vergelijkbaar met zijn rol in het tabletopspel.
Daarnaast maakt Titus een verschijning in de geanimeerde anthologiereeks Secret Level, uitgebracht op Amazon Prime Video in 2025. In de aflevering getiteld And They Shall Know No Fear wordt hij opnieuw ingesproken door Clive Standen, zijn stemacteur uit Space Marine 2. De aflevering volgt Titus tijdens een confrontatie met een Chaos Sorcerer op een geïsoleerde manufactorum-wereld. De verhaallijn legt nadruk op zijn verleden bij de Deathwatch en zijn innerlijke strijd met plicht en twijfel, terwijl hij leidinggeeft aan een klein detachement Primaris Space Marines. De aflevering wordt geprezen om zijn ruige animatiestijl, thematische diepgang en trouw aan de grimdark esthetiek van het 41e millennium.